# Армас Тайпале
Армас Тайпале (фін. Armas Taipale; 27 липня 1890 — 9 листопада 1976) — фінський легкоатлет, олімпійський чемпіон.
Армас Тайпале народився в 1890 році в Гельсінкі (Велике князівство Фінляндське). У 1912 році, на Олімпійських іграх в Стокгольмі, виступаючи за фінську команду, завоював золоті медалі в звичайному метанні диска і в метанні диска правою і лівою руками (в залік йшов кращий результат).
Після здобуття Фінляндією незалежності Армас Тайпале виступав вже за незалежну Фінляндію. У 1920 році на Олімпійських іграх в Антверпені він завоював срібну медаль в метанні диска, але в 1924 році на Олімпійських іграх в Парижі був лише 12-м.